# Lijst van voetbalinterlands Honduras - Servië
Deze lijst van voetbalinterlands is een overzicht van alle officiële voetbalwedstrijden tussen de nationale teams van Honduras en Servië. De landen speelden tot op heden een keer tegen elkaar: een vriendschappelijke wedstrijd op 14 november 2011 in San Pedro Sula.

## Wedstrijden
| № | Plaats         | Datum            | Competitie        | Wedstrijd         | Uitslag |
| - | -------------- | ---------------- | ----------------- | ----------------- | ------- |
| 1 | San Pedro Sula | 14 november 2011 | Vriendschappelijk | Honduras – Servië | 2 – 0   |

## Samenvatting
| Competitie        | Totaal gespeeld | Winst Honduras | Gelijk | Winst Servië | Doelsaldo Honduras – Servië |
| ----------------- | --------------- | -------------- | ------ | ------------ | --------------------------- |
| Vriendschappelijk | 1               | 1              | 0      | 0            | 2 − 0                       |
| Totaal            | 1               | 1              | 0      | 0            | 2 − 0                       |

## Details

### Eerste ontmoeting
De eerste en tot op heden enige ontmoeting tussen Honduras en Servië vond plaats op 14 november 2011. Het duel, gespeeld in het Estadio Olímpico Metropolitano (22.000 toeschouwers) in San Pedro Sula, stond onder leiding van scheidsrechter Elmar Rodas uit Guatemala. Hij deelde in totaal twee gele kaarten uit. Vladimir Volkov (Partizan Belgrado) maakte zijn debuut voor Servië.
| Vriendschappelijk (San Pedro Sula, Honduras, 14 november 2011): |              | |
| Honduras | 2 – 0        | Servië |
| Jerry Bengtson 6' Jerry Bengtson 30' | goals        | |
| Luis Fernando Suárez | bondscoach   | Radovan Ćurčić (ad-interim) |
| Noel Valladares Mauricio Sabillón 63' Johnny Leverón Maynor Figueroa Osman Chávez Roger Espinoza Edder Delgado 87' Julio César de León 63' Edgar Álvarez 87' Georgie Welcome 78' Jerry Bengtson 73' | opstellingen | Damir Kahriman Branislav Ivanović Vladimir Volkov 46' Nenad Tomović 67' Slobodan Rajković 46' Nemanja Tomić Miloš Ninković 76' Zdravko Kuzmanović 46' Gojko Kačar Boško Janković 57' Nikola Žigić |
| Irving Guerrero 63' Óscar García 63' Marco Vega 73' Mario Martínez 78' Mario Berríos 87' Alfredo Mejía 87'                                                                                          | wissels      | 46' Pavle Ninkov 46' Miloš Krasić 46' Milan Jovanović 57' Andrija Kaluđerović 67' Milan Vilotić 76' Radosav Petrović                                                                              |
| Osman Chávez 38' | gele kaarten | Nenad Tomović |